# Ecorregión de agua dulce laguna dos Patos
La ecorregión de agua dulce laguna dos Patos (334) es una georregión ecológica acuática continental situada en el centro-este de América del Sur. Se la incluye en la ecozona Neotropical.

## Distribución
Se distribuye en el este del estado de Río Grande del Sur en el sur del Brasil, y en el este del Uruguay. Su nombre refiere al cuerpo acuático más destacado de la región, la laguna de los Patos, la mayor laguna costera de Brasil, situada al este del estado de Río Grande del Sur, con una superficie de 10 144 km² y un largo de 265 km, en dirección sudoeste-nordeste, se ubica paralela al océano Atlántico. Cubre todos los ríos y arroyos uruguayos que drenan a dicho océano, hacia el sur hasta la zona de punta Ballena.

## Especies características
Entre las especies características destacan algunos endemismos, como por ejemplo numerosas especies del género Austrolebias: A. adloffi, A. reicherti, A. juanlangi, A. viarius, A. charrua, A. gymnoventris, A. vazferreirai, y A. luteoflammulatus. Del subgénero Megalebias son endémicas: A. prognathus, A. wolterstorffi, y A. cheradophilus. Entre los endemismos de otros géneros se encuentra Cynopoecilus melanotaenia, Gymnogeophagus labiatus, Parapimelodus nigribarbis, una especie del género Heptapterus: H. sympterygium, una especie del género Microglanis: M. cibelae, Crenicichla punctata, etc.